# بازی‌جنگی بلوک

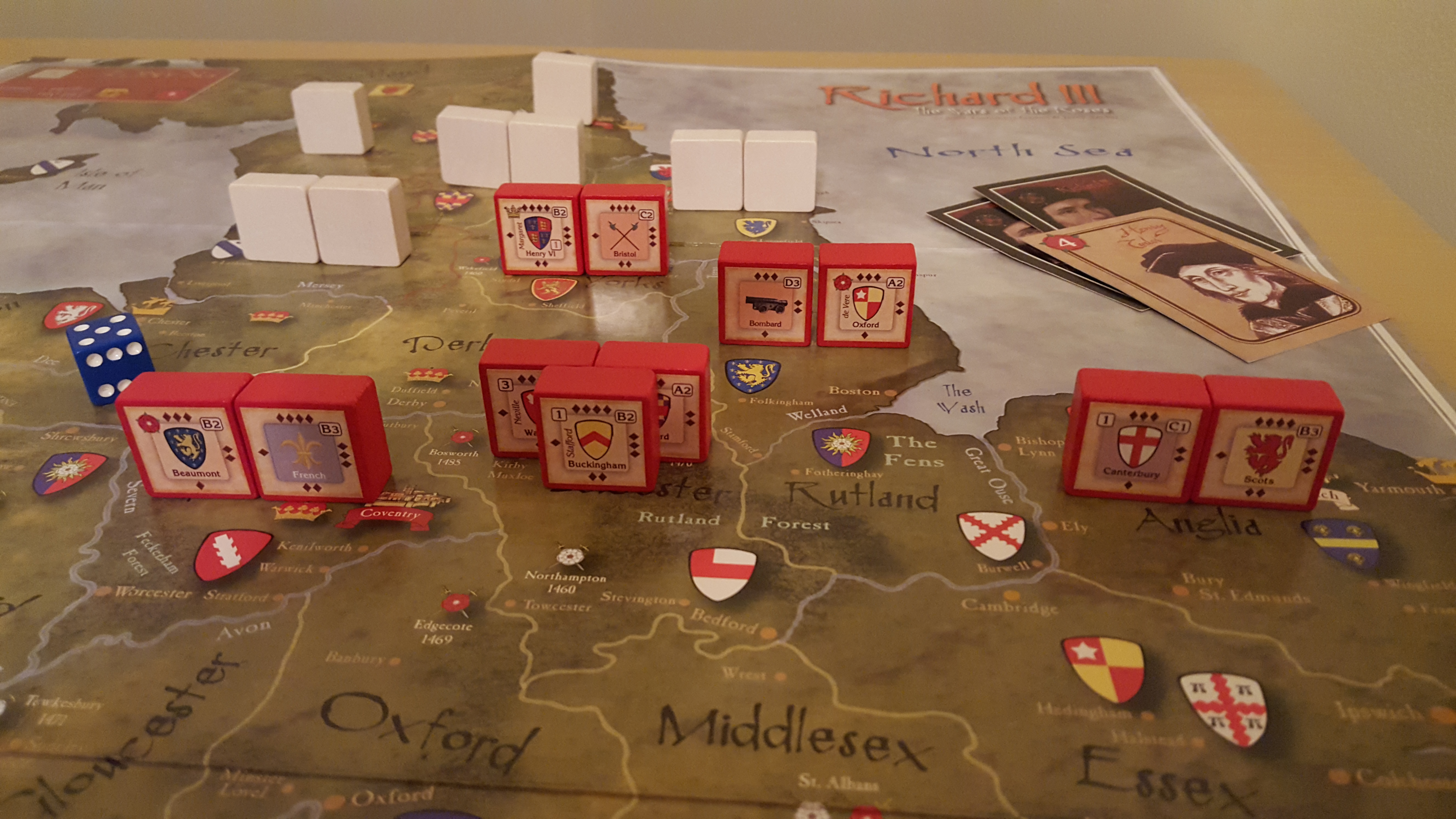
بازی‌جنگی بلوک ریچارد سوم از بازی‌های کلمبیا. هر بازیکن فقط می‌تواند قدرت و نوع نیروهای خود را ببیند.

بازی‌جنگی بلوک (انگلیسی: Block wargame) یک بازی تخته‌ای بازی‌جنگ است که واحدهای نظامی را با استفاده از بلوک‌های چوبی به‌جای پیشخوان‌های مقوایی یا مینیاتورهای فلزی/پلاستیکی نشان می‌دهد.